# امبولی، بلگام
امبولی، بلگام (به انگلیسی: Amboli, Belgaum) یک منطقهٔ مسکونی در هند است که در کارناتاکا واقع شده‌است.